# Izland az Eurovíziós Dalfesztiválokon
Izland eddig harminchét alkalommal vett részt az Eurovíziós Dalfesztiválon.
Az izlandi műsorsugárzó a Ríkisútvarpið, amely 1956 óta tagja az Európai Műsorsugárzók Uniójának, és 1986-ban csatlakozott a versenyhez.

## Története

### Évről évre
Izland 1986-ban vett részt először az Eurovíziós Dalfesztiválon. Sorozatban három tizenhatodik hely után 1989-ben nulla ponttal az utolsó helyen végeztek. A következő évben érték el addigi legjobb eredményüket: a szavazás során a győzelemre is esélyesek voltak, végül a negyedik helyen zártak.
Az 1993 és 2003 között érvényben lévő kieséses szabály értelmében 1998-ban és 2002-ben nem vehettek részt az előző évek rossz eredményei miatt. Mindkétszer visszatérésük után értek el jó eredményt: 1999-ben még közelebb kerültek a győzelemhez, és a második helyet szerezték meg. 2003-ban újra az első tízben zártak, aminek köszönhetően a következő évben nem kellett részt venniük az akkor bevezetett elődöntőben, ott azonban nem sikerült megismételnük a jó szereplést, tizenkilencedikek lettek. Ezután sorozatban háromszor kiestek az elődöntőben. Különösen fájó volt a 2005-ös kudarc, hiszen a visszatérő Selma előző, 1999-es szereplése alkalmával az ország legjobb eredményét érte el, ám ekkor a döntőbe sem sikerült bejutnia. 2006-ban és 2007-ben is tizenharmadik helyezettként estek ki az elődöntőben. A 2008-as szabálymódosítás értelmében egy nagy helyett két kisebb létszámú elődöntőt rendeztek, ekkor egymás után négyszer sikerült továbbjutniuk, sőt 2009-ben ismét a második helyen végeztek, bár rekord mennyiségű 169 ponttal elmaradva a győztes Norvégia mögött. 

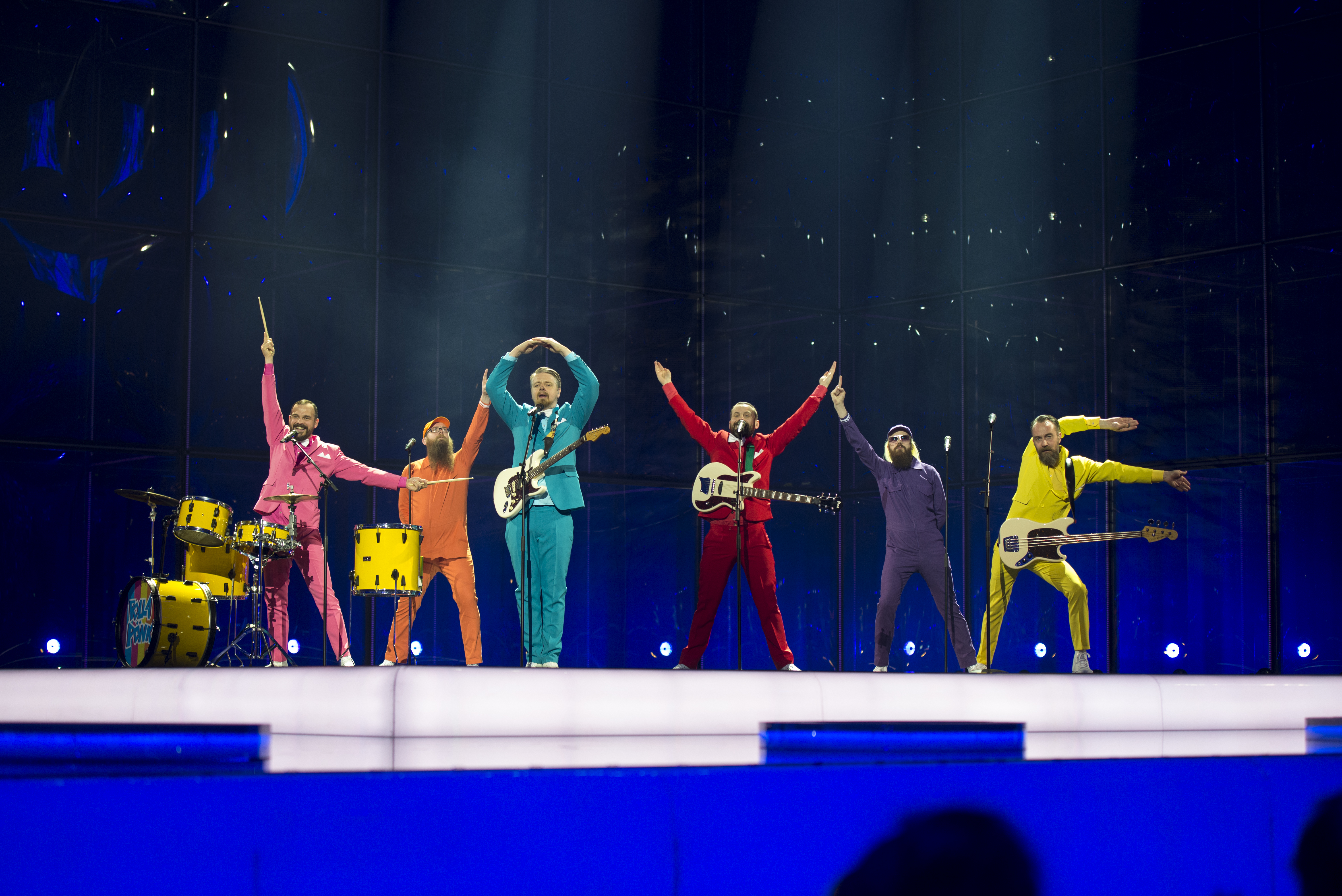
Az ország 2014-es versenyzői, a Pollapönk.

2009-es sikerüket követően a következő öt évben ismét sikerült döntőbe jutniuk, ott azonban nem sikerült megismételniük a jó szereplést. 2010-ben 19. helyen, 2011-ben és 2012-ben eggyel rosszabb, huszadik helyezettként zárták a versenyt, majd 2013-ban tizenhetedikként, a következő évben pedig tizenötödikként. 2015 és 2018 között kiestek az elődöntőben, 2015-ben és 2017-ben tizenötödikek, 2016-ban tizennegyedikek, 2018-ban pedig utolsók lettek. 2019-ben négy év után ismét továbbjutottak, a döntőben tizedik helyen végeztek.
2020-ban a Daði & Gagnamagnið képviselte volna az országot, azonban március 18-án az Európai Műsorsugárzók Uniója bejelentette, hogy 2020-ban nem tudják megrendezni a versenyt a COVID–19-koronavírus-világjárvány miatt. Az izlandi műsorsugárzó jóvoltából az együttes végül újabb lehetőséget kapott az ország képviseletére a következő évben. 2021-ben annak ellenére, hogy élőben nem tudták előadni dalukat, mivel a csapat egyik tagjának a PCR-tesztje pozitív lett, az elődöntőből második helyezettként sikeresen továbbjutottak a döntőbe, ahol ismét a legjobb tízben, a negyedik helyen végeztek. Mindkét adásban a második próbán rögzített produkcióval versenyeztek. 2009-es szereplésük óta ez volt a legjobb eredmény amit az ország elért. 2022-ben is továbbjutottak, de a jó eredményt nem tudták megtartani, huszonharmadikak lettek. 2023-ban és 2024-ben ismét nem jutottak tovább a döntőbe, előbb tizenegyedikek, majd utolsók lettek az elődöntőben. 2025-ben ismét továbbjutottak, azonban a döntőben utolsó előtti helyezettként zárták a versenyt.

### Nyelvhasználat
Izland 1986-os debütálásakor még érvényben volt a nyelvhasználatot korlátozó szabály. Ennek értelmében indulóiknak az ország hivatalos nyelvén, vagyis izlandi nyelven kellett énekelniük. Ezt a szabályt 1999-ben törölték el, és ők azóta kivétel nélkül minden alkalommal angol nyelvű dalokkal neveztek, egészen 2012-ig. 2013-as daluk 1997 után ismét izlandi nyelvű volt.
Izland eddigi harminchét versenydalából tizenhat izlandi nyelvű, húsz angol nyelvű, egy pedig angol és francia kevert nyelvű volt.

### Nemzeti döntő
Az izlandi döntő a Söngvakeppnin nevet viseli, és néhány kivételtől eltekintve az ország debütálása óta minden alkalommal megrendezték. Az izlandi tévé 1995 és 1999 között, illetve 2004-ben és 2005-ben döntött a nemzeti döntő nélküli, belső kiválasztás mellett. 2021-ben ismét a nemzeti döntő kihagyása mellett döntöttek, amikor a 2020-as képviselőjük új lehetőséget kapott a műsorszolgáltatótól, miután elmaradt a verseny a Covid19-pandémia miatt. 2022-től ismét ezzel a műsorral választják ki dalukat a versenyre.
A nyolcvanas évek izlandi nemzeti válogatóit általában tíz dal részvételével rendezték, és gyakori volt, hogy egy előadó több dallal is versenyzett. A dalokat videóklip formájában mutatták be, és regionális zsűrik választották ki a győztest. 1990-ben rendeztek először elődöntőt is, de ez csak 2006-tól vált szokássá.
2000 óta a nézők alakítják ki a végeredményt, telefonos szavazás segítségével. Korábban kötelezték az előadókat, hogy a nemzeti döntőn izlandi nyelven énekeljenek, ezt a szabályt 2008-ban eltörölték, majd 2011-ben újra bevezették.

## Résztvevők
| Év   | Előadó                | Dal                   | Magyar fordítás             | Döntő                   | Pontszám                | Elődöntő             | Pontszám             |
| ---- | --------------------- | --------------------- | --------------------------- | ----------------------- | ----------------------- | -------------------- | -------------------- |
| 1986 | ICY                   | Gleðibankinn          | Az öröm bankja              | 16.                     | 19                      | Nem volt elődöntő    | Nem volt elődöntő    |
| 1987 | Halla Margrét         | Hægt og hljótt        | Lassan és halkan            | 16.                     | 28                      | Nem volt elődöntő    | Nem volt elődöntő    |
| 1988 | Beathoven             | Þú og þeir (Sókrates) | Te és ők (Szókratész)       | 16.                     | 20                      | Nem volt elődöntő    | Nem volt elődöntő    |
| 1989 | Daniel                | Það sem enginn sér    | Amit senki sem lát          | 22.                     | 0                       | Nem volt elődöntő    | Nem volt elődöntő    |
| 1990 | Stjórnin              | Eitt lag enn          | Még egy dal                 | 4.                      | 124                     | Nem volt elődöntő    | Nem volt elődöntő    |
| 1991 | Stefán és Eyfi        | Draumur um Nínu       | Az álom Nináról             | 15.                     | 26                      | Nem volt elődöntő    | Nem volt elődöntő    |
| 1992 | Heart 2 Heart         | Nei eða já            | Nem vagy igen?              | 7.                      | 80                      | Nem volt elődöntő    | Nem volt elődöntő    |
| 1993 | Inga                  | Þá veistu svarið      | Akkor majd tudod a választ  | 13.                     | 42                      | Nem volt elődöntő    | Nem volt elődöntő    |
| 1994 | Sigga                 | Nætur                 | Éjszakák                    | 12.                     | 49                      | Nem volt elődöntő    | Nem volt elődöntő    |
| 1995 | Bo Halldórsson        | Núna                  | Most                        | 15.                     | 31                      | Nem volt elődöntő    | Nem volt elődöntő    |
| 1996 | Anna Mjöll            | Sjúbídú               | Subidú                      | 13.                     | 51                      | Nem volt elődöntő    | Nem volt elődöntő    |
| 1997 | Paul Oscar            | Minn hinsti dans      | Az utolsó táncom            | 20.                     | 18                      | Nem volt elődöntő    | Nem volt elődöntő    |
|      |                       |                       |                             |                         |                         | Nem volt elődöntő    | Nem volt elődöntő    |
| 1999 | Selma                 | All Out of Luck       | Nincs többé szerencséd      | 2.                      | 146                     | Nem volt elődöntő    | Nem volt elődöntő    |
| 2000 | August és Telma       | Tell Me!              | Mondd nekem                 | 12.                     | 45                      | Nem volt elődöntő    | Nem volt elődöntő    |
| 2001 | Two Tricky            | Angel                 | Angyal                      | 22.                     | 3                       | Nem volt elődöntő    | Nem volt elődöntő    |
|      |                       |                       |                             |                         |                         | Nem volt elődöntő    | Nem volt elődöntő    |
| 2003 | Birgitta              | Open Your Heart       | Tárd ki a szívedet          | 8.                      | 81                      | Nem volt elődöntő    | Nem volt elődöntő    |
| 2004 | Jónsi                 | Heaven                | Mennyország                 | 19.                     | 16                      | Automatikusan döntős | Automatikusan döntős |
| 2005 | Selma                 | If I Had Your Love    | Ha enyém lenne szerelmed    | Nem jutott be a döntőbe | Nem jutott be a döntőbe | 16.                  | 52                   |
| 2006 | Silvia Night          | Congratulations       | Gratulálok                  | Nem jutott be a döntőbe | Nem jutott be a döntőbe | 13.                  | 62                   |
| 2007 | Eiríkur Hauksson      | Valentine Lost        | Elvesztett kedves           | Nem jutott be a döntőbe | Nem jutott be a döntőbe | 13.                  | 77                   |
| 2008 | Eurobandið            | This Is My Life       | Ez az életem                | 14.                     | 64                      | 8.                   | 68                   |
| 2009 | Yohanna               | Is It True?           | Igaz-e?                     | 2.                      | 218                     | 1.                   | 174                  |
| 2010 | Hera Björk            | Je ne sais quoi       | Nem tudom mi                | 19.                     | 41                      | 3.                   | 123                  |
| 2011 | Sjonni's Friends      | Coming Home           | Hazatérés                   | 20.                     | 61                      | 4.                   | 100                  |
| 2012 | Greta Salóme és Jónsi | Never Forget          | Sosem feledem               | 20.                     | 46                      | 8.                   | 75                   |
| 2013 | Eythor Ingi           | Ég á líf              | Van életem                  | 17.                     | 47                      | 6.                   | 72                   |
| 2014 | Pollapönk             | No Prejudice          | Semmi előítélet             | 15.                     | 58                      | 8.                   | 61                   |
| 2015 | Maria Olafs           | Unbroken              | Töretlen                    | Nem jutott be a döntőbe | Nem jutott be a döntőbe | 15.                  | 14                   |
| 2016 | Greta Salóme          | Hear Them Calling     | Hallom, ahogy hívnak        | Nem jutott be a döntőbe | Nem jutott be a döntőbe | 14.                  | 51                   |
| 2017 | Svala                 | Paper                 | Papír                       | Nem jutott be a döntőbe | Nem jutott be a döntőbe | 15.                  | 60                   |
| 2018 | Ari Ólafsson          | Our Choice            | A mi választásunk           | Nem jutott be a döntőbe | Nem jutott be a döntőbe | 19.                  | 15                   |
| 2019 | Hatari                | Hatrið mun sigra      | A gyűlölet fog érvényesülni | 10.                     | 232                     | 3.                   | 221                  |
| 2020 | Daði og Gagnamagnið   | Think About Things    | Dolgokon gondolkodni        | Elmaradt a verseny      | Elmaradt a verseny      | Elmaradt a verseny   | Elmaradt a verseny   |
| 2021 | Daði og Gagnamagnið   | 10 Years              | 10 év                       | 4.                      | 378                     | 2.                   | 288                  |
| 2022 | Systur                | Með hækkandi sól      | A felkelő nappal            | 23.                     | 20                      | 10.                  | 103                  |
| 2023 | Diljá                 | Power                 | Erő                         | Nem jutott be a döntőbe | Nem jutott be a döntőbe | 11.                  | 44                   |
| 2024 | Hera Björk            | Scared of Heights     | Tériszony                   | Nem jutott be a döntőbe | Nem jutott be a döntőbe | 15.                  | 3                    |
| 2025 | Væb                   | Róa                   | Evezni                      | 25.                     | 33                      | 6.                   | 97                   |

## Szavazástörténet

### 1986–2025
| Hely | Ország     | Pont |
| ---- | ---------- | ---- |
| 1.   | Finnország | 102  |
| 2.   | Norvégia   | 83   |
| 3.   | Svédország | 80   |
| 4.   | Portugália | 75   |
| 5.   | Dánia      | 64   |
| 6.   | Hollandia  | 58   |
| 7.   | Ukrajna    | 54   |
| 8.   | Csehország | 52   |
| 9.   | Ausztrália | 52   |
| 10.  | Svájc      | 50   |

| Hely | Ország        | Pont |
| ---- | ------------- | ---- |
| 1.   | Finnország    | 125  |
| 2.   | Dánia         | 98   |
| 3.   | Spanyolország | 88   |
| 4.   | Svédország    | 84   |
| 5.   | Portugália    | 76   |
| 6.   | Lettország    | 75   |
| 7.   | Norvégia      | 66   |
| 8.   | Franciaország | 65   |
| 9.   | Magyarország  | 61   |
| 10.  | Svájc         | 60   |

Izland még sosem adott pontot az elődöntőben Monacónak
Izland még sosem kapott pontot az elődöntőben Luxemburgtól
| Hely | Ország        | Pont |
| ---- | ------------- | ---- |
| 1.   | Svédország    | 297  |
| 2.   | Dánia         | 200  |
| 3.   | Norvégia      | 196  |
| 4.   | Finnország    | 137  |
| 5.   | Franciaország | 136  |
| 6.   | Svájc         | 99   |
| 7.   | Hollandia     | 93   |
| 8.   | Portugália    | 87   |
| 9.   | Ausztria      | 84   |
| 10.  | Németország   | 82   |

| Hely | Ország             | Pont |
| ---- | ------------------ | ---- |
| 1.   | Svédország         | 142  |
| 2.   | Dánia              | 141  |
| 3.   | Norvégia           | 133  |
| 4.   | Egyesült Királyság | 100  |
| 10.  | Finnország         | 90   |
| 6.   | Írország           | 78   |
| 7.   | Portugália         | 78   |
| 8.   | Észtország         | 72   |
| 9.   | Hollandia          | 69   |
| 10.  | Spanyolország      | 67   |

Izland még sosem adott pontot a döntőben a következő országoknak: Montenegró és Szlovákia
Izland még sosem kapott pontot a döntőben Azerbajdzsántól.

## Háttér
| Év   | Rendező    | Kommentátor                | Pontbejelentő                  |
| ---- | ---------- | -------------------------- | ------------------------------ |
| 1970 | Amszterdam | Nem volt                   | Nem vettek részt               |
| 1971 | Dublin     | N/A                        | Nem vettek részt               |
| 1972 | Edinburgh  | Björn Matthíasson          | Nem vettek részt               |
| 1973 | Luxembourg | Jón O. Edwald              | Nem vettek részt               |
| 1974 | Brighton   | N/A                        | Nem vettek részt               |
| 1975 | Stockholm  | Dóra Hafsteinsdóttir       | Nem vettek részt               |
| 1976 | Hága       | Jón Skaptason              | Nem vettek részt               |
| 1977 | London     | Nem volt                   | Nem vettek részt               |
| 1978 | Párizs     | Ragna Ragnars              | Nem vettek részt               |
| 1979 | Jeruzsálem | N/A                        | Nem vettek részt               |
| 1980 | Hága       | N/A                        | Nem vettek részt               |
| 1981 | Dublin     | N/A                        | Nem vettek részt               |
| 1982 | Harrogate  | N/A                        | Nem vettek részt               |
| 1983 | München    | N/A                        | Nem vettek részt               |
| 1984 | Luxembourg | N/A                        | Nem vettek részt               |
| 1985 | Göteborg   | Hinrik Bjarnason           | Nem vettek részt               |
| 1986 | Bergen     | Þorgeir Ástvaldsson        | Guðrún Skúladóttir             |
| 1987 | Brüsszel   | Kolbrún Halldórsdóttir     | Guðrún Skúladóttir             |
| 1988 | Dublin     | Hermann Gunnarsson         | Guðrún Skúladóttir             |
| 1989 | Lausanne   | Arthúr Björgvin Bollason   | Erla Björk Skúladóttir         |
| 1990 | Zágráb     | Arthúr Björgvin Bollason   | Árni Snævarr                   |
| 1991 | Róma       | Arthúr Björgvin Bollason   | Guðríður Ólafsdóttir           |
| 1992 | Malmö      | Árni Snævarr               | Guðrún Skúladóttir             |
| 1993 | Millstreet | Jakob Frímann Magnússon    | Guðrún Skúladóttir             |
| 1994 | Dublin     | Jakob Frímann Magnússon    | Sigríður Arnardóttir           |
| 1995 | Dublin     | Jakob Frímann Magnússon    | Áslaug Dóra Eyjólfsdóttir      |
| 1996 | Oslo       | Jakob Frímann Magnússon    | Svanhildur Konráðsdóttir       |
| 1997 | Dublin     | Jakob Frímann Magnússon    | Svanhildur Konráðsdóttir       |
| 1998 | Birmingham | Páll Óskar Hjálmtýsson     | Nem vettek részt               |
| 1999 | Jeruzsálem | Gísli Marteinn Baldursson  | Áslaug Dóra Eyjólfsdóttir      |
| 2000 | Stockholm  | Gísli Marteinn Baldursson  | Ragnheiður Elín Clausen        |
| 2001 | Koppenhága | Gísli Marteinn Baldursson  | Eva María Jónsdóttir           |
| 2002 | Tallinn    | Logi Bergmann Eiðsson      | Nem vettek részt               |
| 2003 | Riga       | Gísli Marteinn Baldursson  | Eva María Jónsdóttir           |
| 2004 | Isztambul  | Gísli Marteinn Baldursson  | Sigrún Ósk Kristjánsdóttir     |
| 2005 | Kijev      | Gísli Marteinn Baldursson  | Ragnhildur Steinunn Jónsdóttir |
| 2006 | Athén      | Sigmar Guðmundsson         | Ragnhildur Steinunn Jónsdóttir |
| 2007 | Helsinki   | Sigmar Guðmundsson         | Ragnhildur Steinunn Jónsdóttir |
| 2008 | Belgrád    | Sigmar Guðmundsson         | Brynja Þorgeirsdóttir          |
| 2009 | Moszkva    | Sigmar Guðmundsson         | Þóra Tómasdóttir               |
| 2010 | Oslo       | Sigmar Guðmundsson         | Jóhanna Guðrún Jónsdóttir      |
| 2011 | Düsseldorf | Hrafnhildur Halldórsdóttir | Ragnhildur Steinunn Jónsdóttir |
| 2012 | Baku       | Hrafnhildur Halldórsdóttir | Matthías Matthíasson           |
| 2013 | Malmö      | Felix Bergsson             | María Sigrún Hilmarsdóttir     |
| 2014 | Koppenhága | Felix Bergsson             | Benedikt Valsson               |
| 2015 | Bécs       | Felix Bergsson             | Sigríður Halldórsdóttir        |
| 2016 | Stockholm  | Gísli Marteinn Baldursson  | Unnsteinn Manuel Stefánsson    |
| 2017 | Kijev      | Gísli Marteinn Baldursson  | Björgvin Halldórsson           |
| 2018 | Lisszabon  | Gísli Marteinn Baldursson  | Edda Sif Pálsdóttir            |
| 2019 | Tel-Aviv   | Gísli Marteinn Baldursson  | Jóhannes Haukur Jóhannesson    |
| 2021 | Rotterdam  | Gísli Marteinn Baldursson  | Hannes Óli Ágústsson           |
| 2022 | Torino     | Gísli Marteinn Baldursson  | Árný Fjóla Ásmundsdóttir       |
| 2023 | Liverpool  | Gísli Marteinn Baldursson  | Einar Hrafn Stefánsson         |
| 2024 | Malmö      | Guðrún Dís Emilsdóttir     | Friðrik Ómar Hjörleifsson      |
| 2025 | Bázel      | Guðrún Dís Emilsdóttir     | Hera Björk                     |

## Díjak

### ESC Radio Awards
| Kategória          | Év   | Előadó                | Dal             | Eredmény az Eurovízión | Eredmény az Eurovízión | Helyszín |
| Kategória          | Év   | Előadó                | Dal             | Helyezés               | Pontszám               | Helyszín |
| ------------------ | ---- | --------------------- | --------------- | ---------------------- | ---------------------- | -------- |
| Legjobb együttes   | 2008 | Eurobandið            | This Is My Life | 14.                    | 64                     | Belgrád  |
| Legjobb együttes   | 2012 | Gréta Salóme és Jónsi | Never Forget    | 20.                    | 46                     | Baku     |
| Legjobb női előadó | 2009 | Yohanna               | Is It True?     | 2.                     | 218                    | Moszkva  |

## Galéria

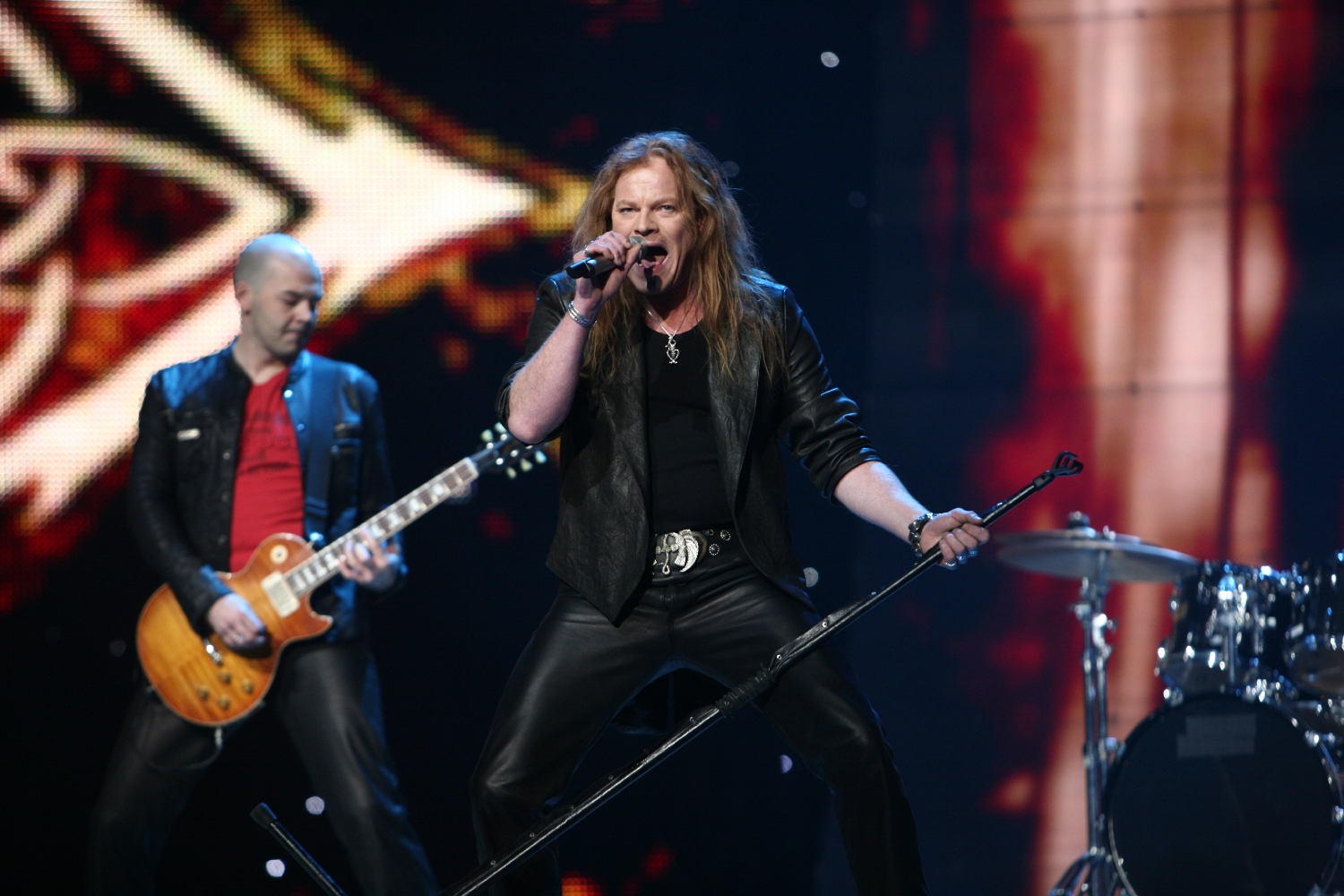
Eiríkur Hauksson Helsinkiben (2007)
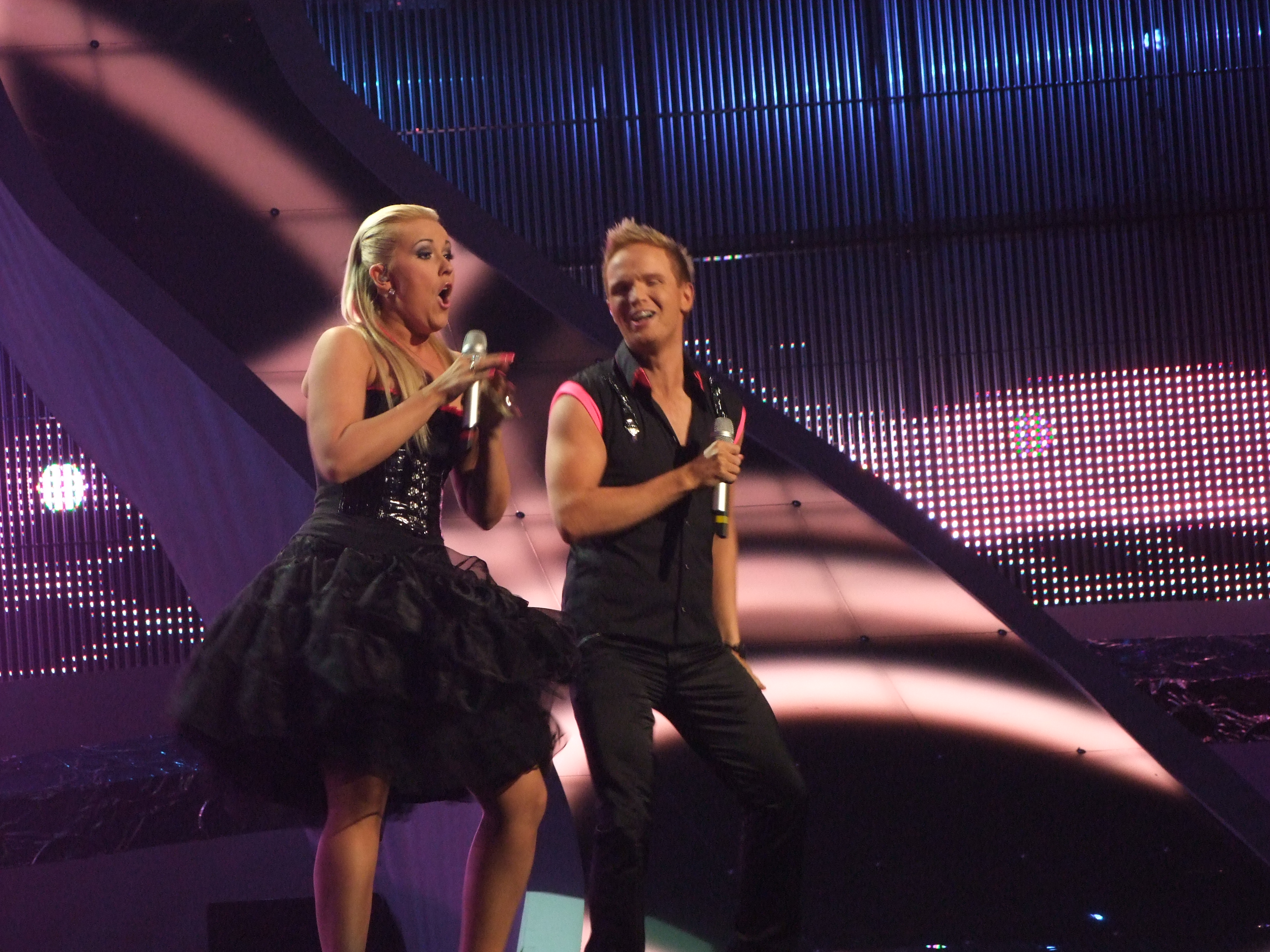
Az Eurobandið Belgrádban (2008)
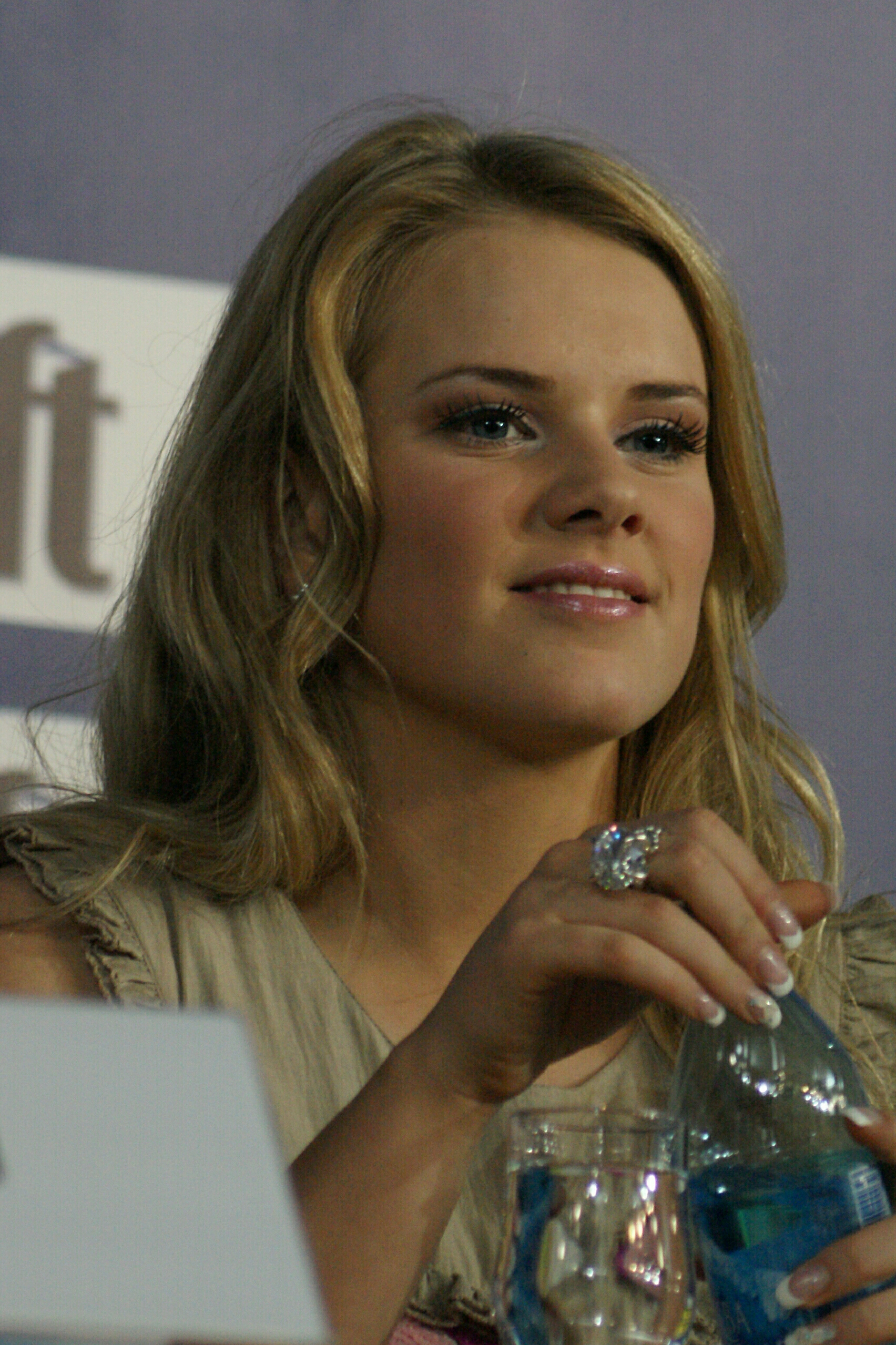
Yohanna Moszkvában (2009)
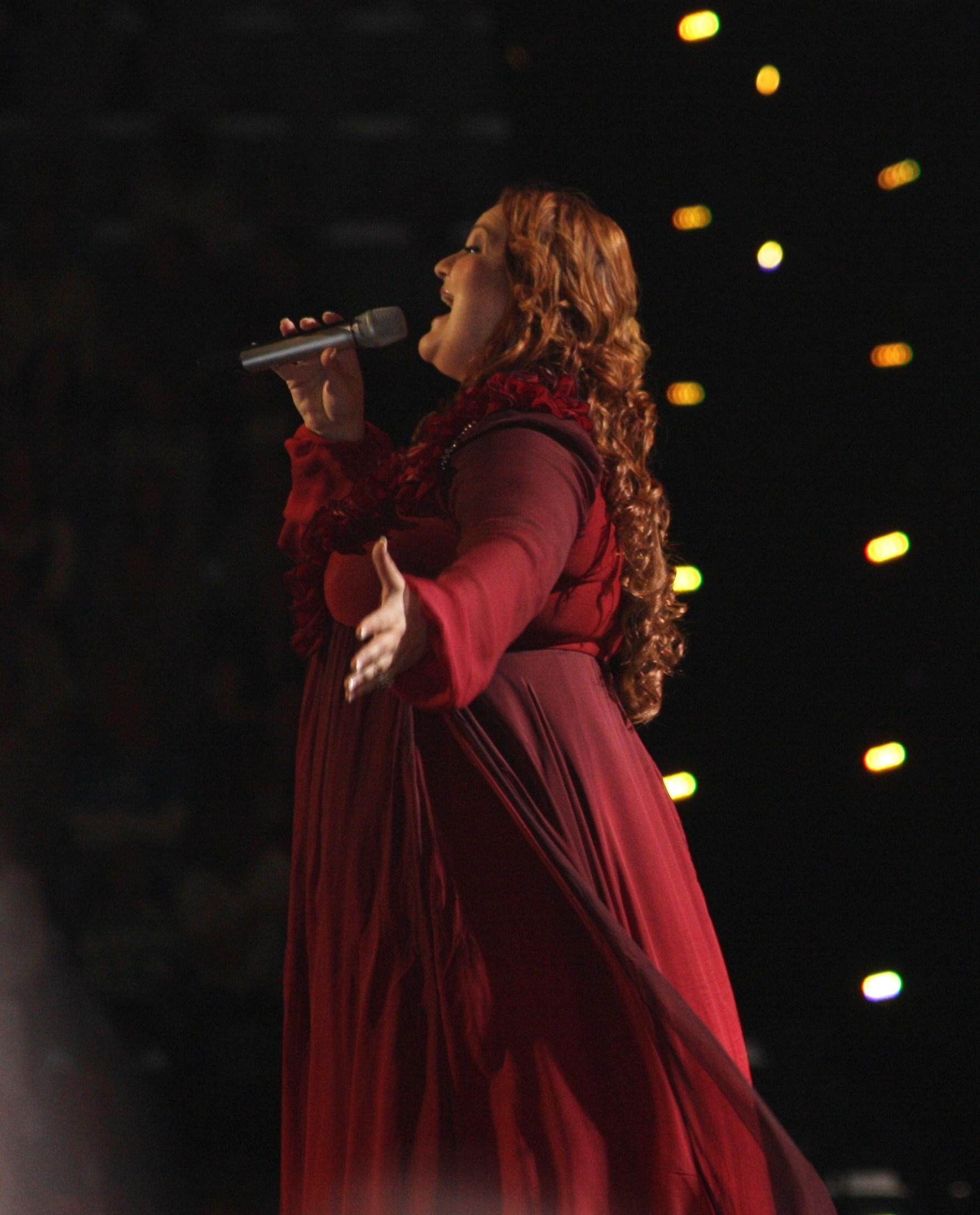
Hera Björk Osloban (2010)
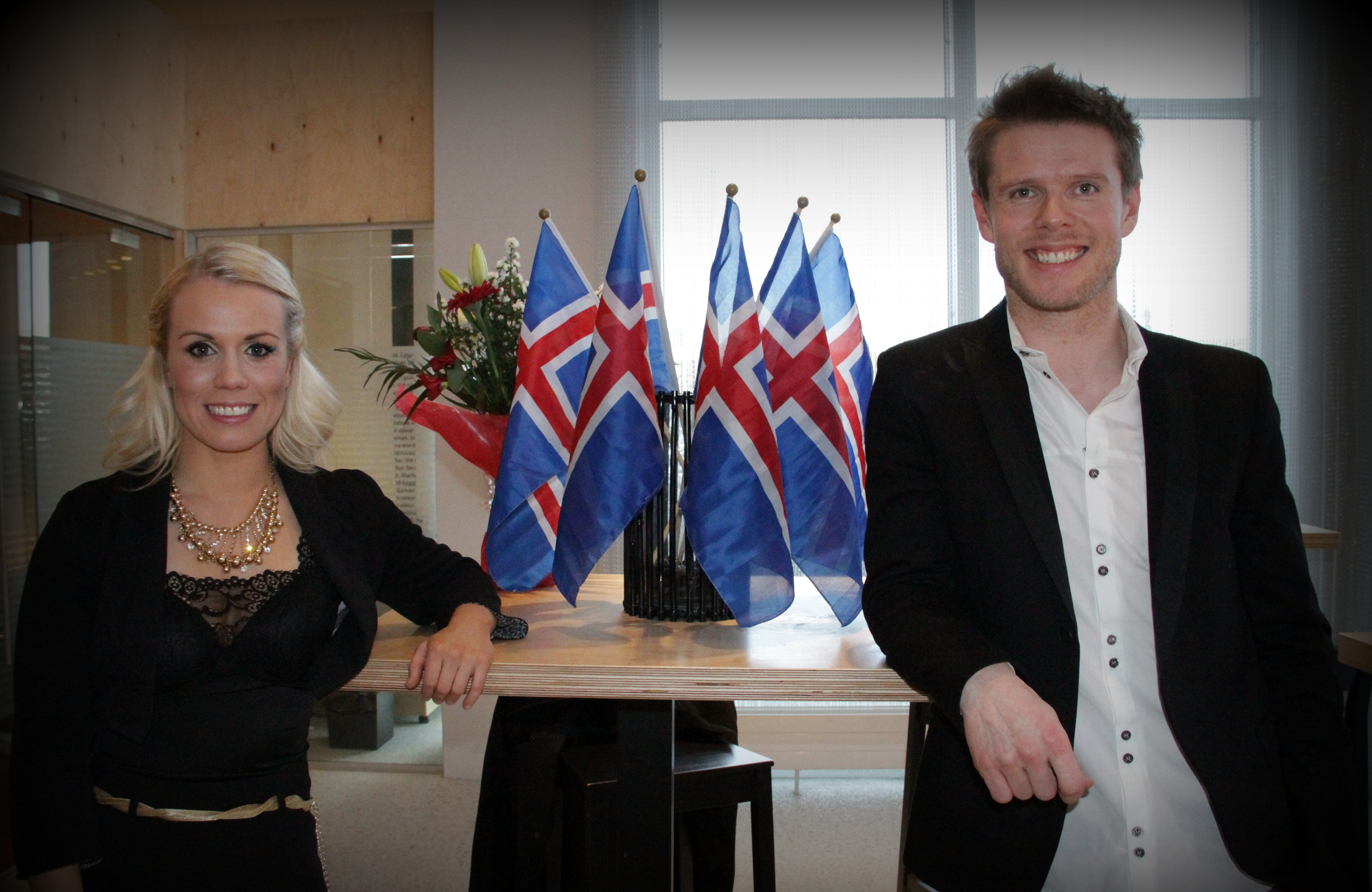
Greta Salóme és Jónsi Bakuban (2012)
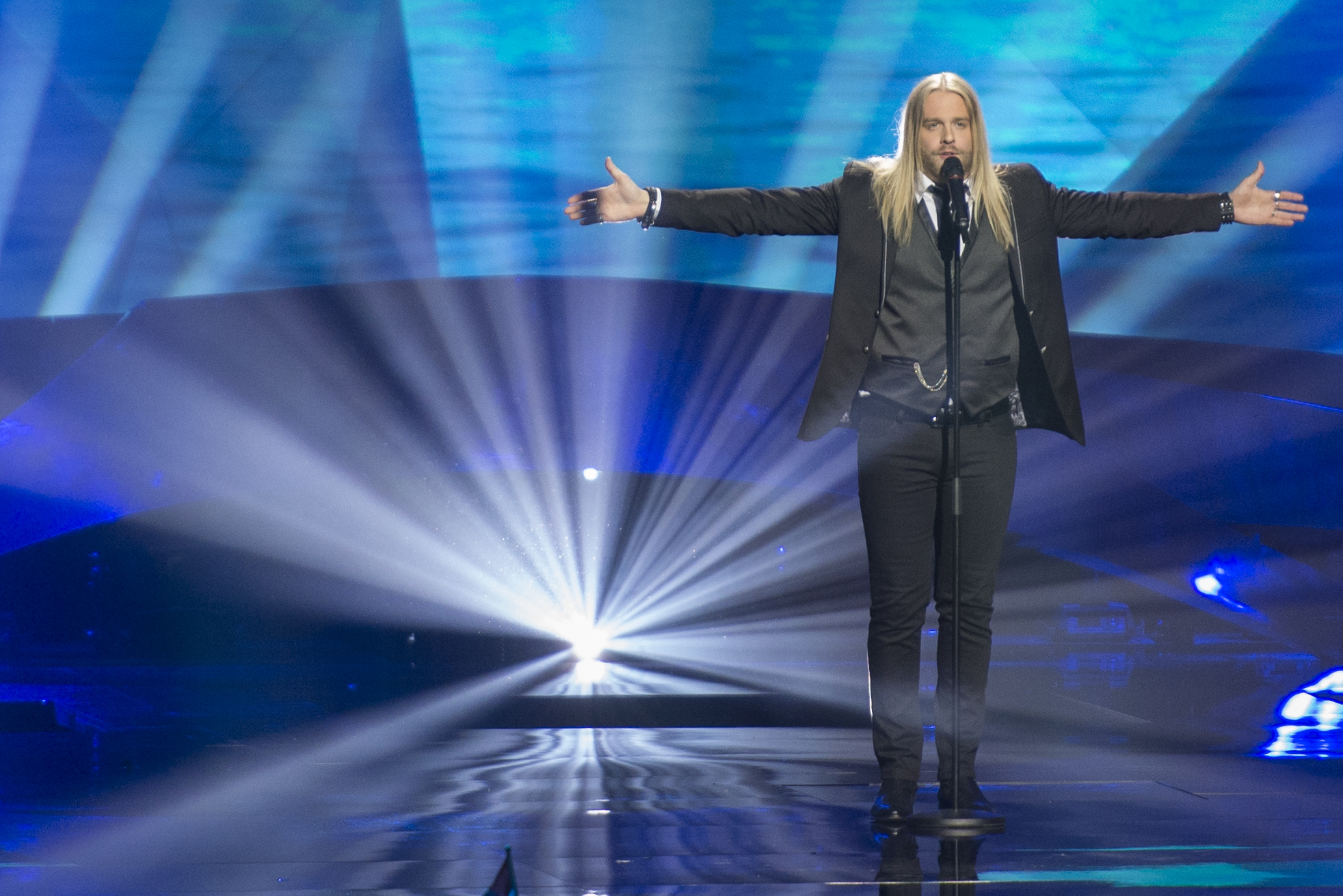
Eythor Ingi Malmőben (2013)
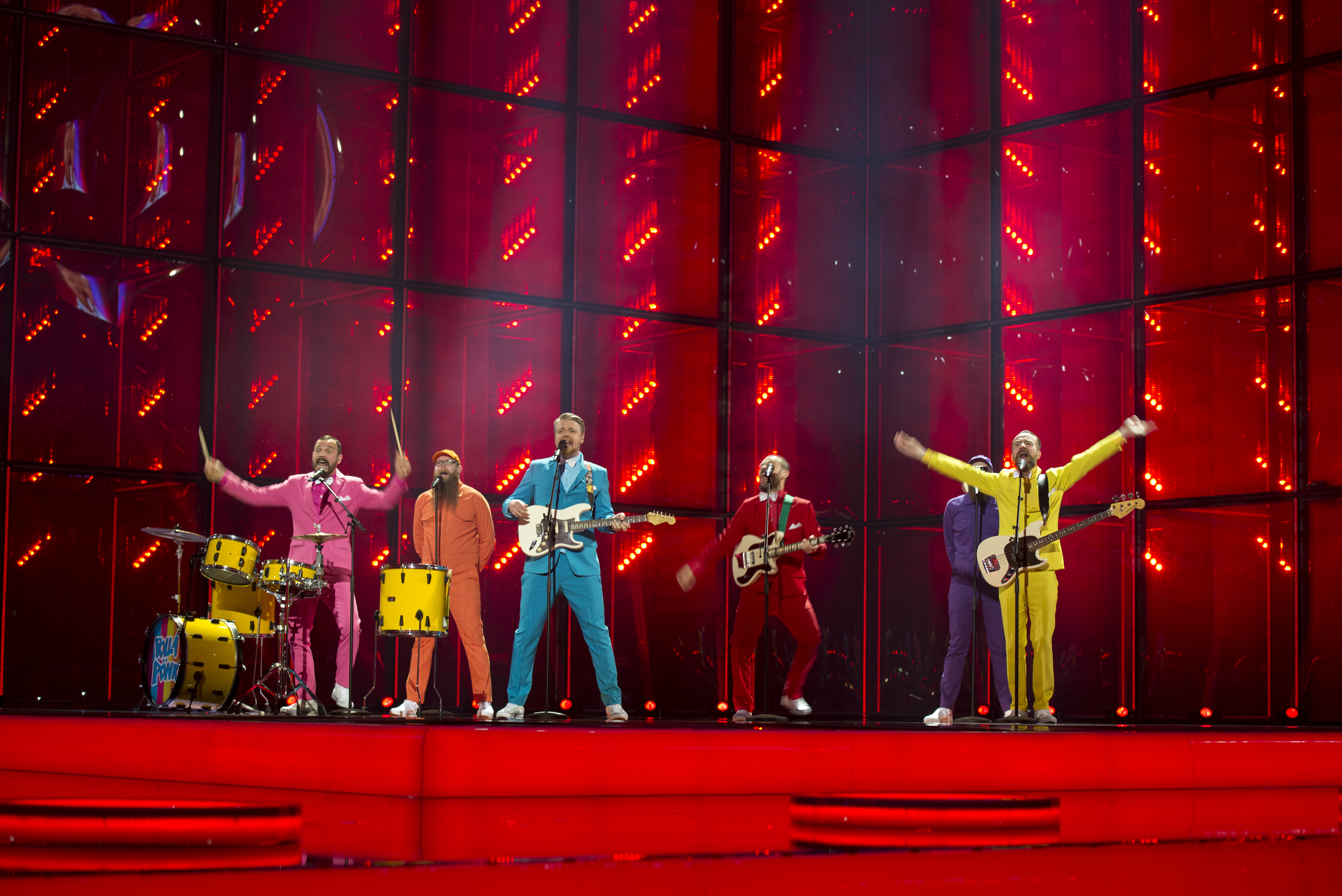
A Pollapönk Koppenhágában (2014)
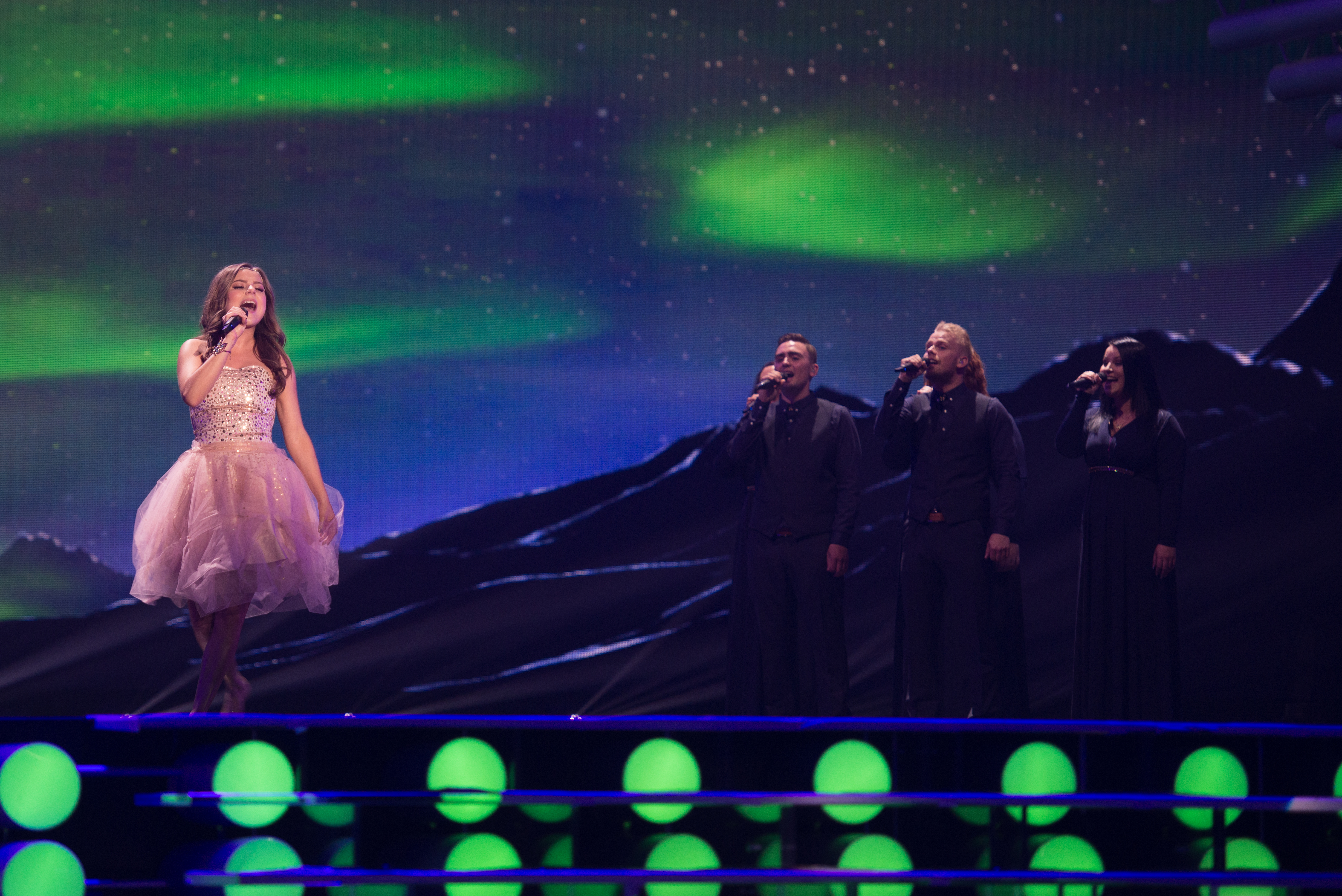
Maria Olafs Bécsben (2015)
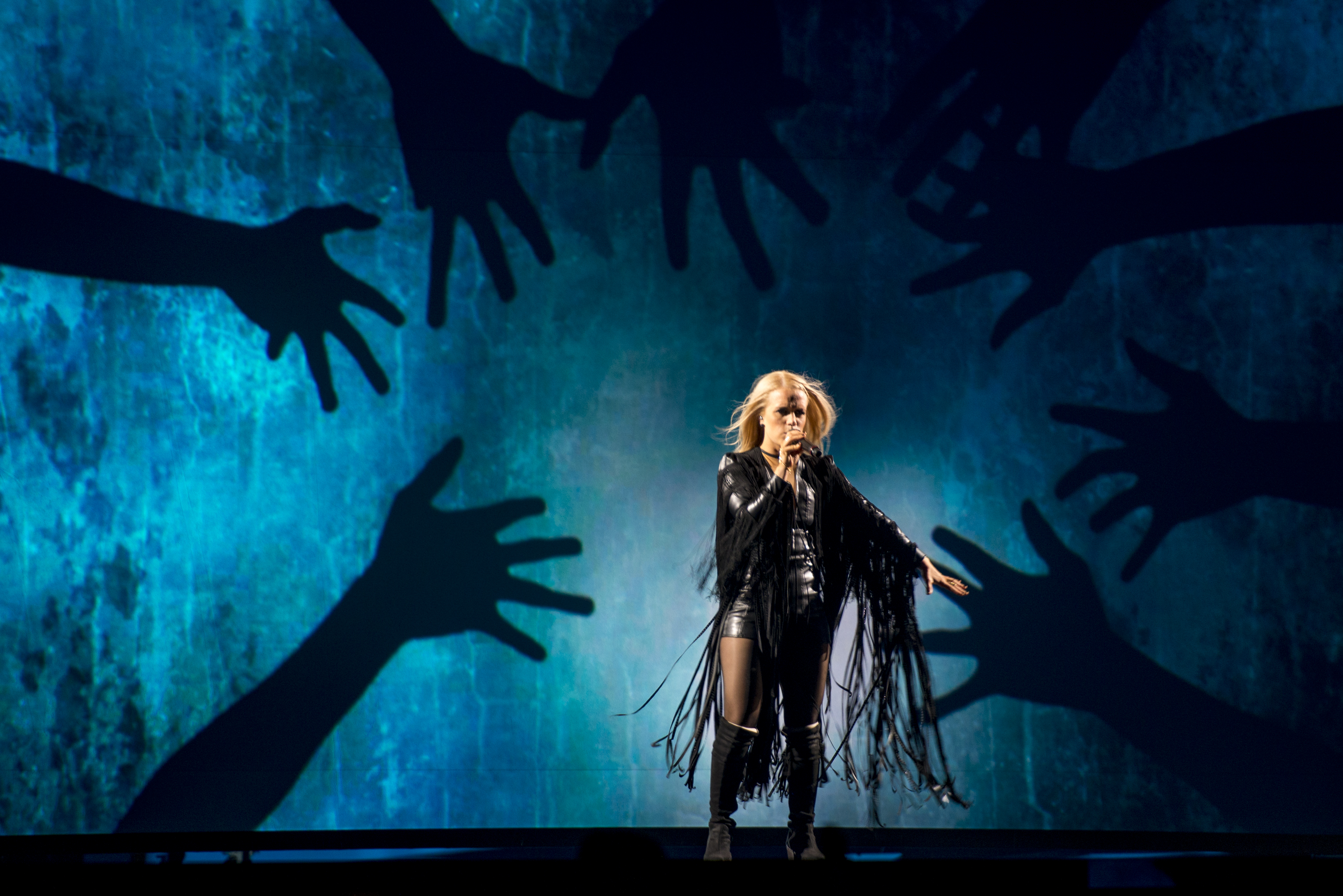
Gréta Salóme Stockholmban (2016)
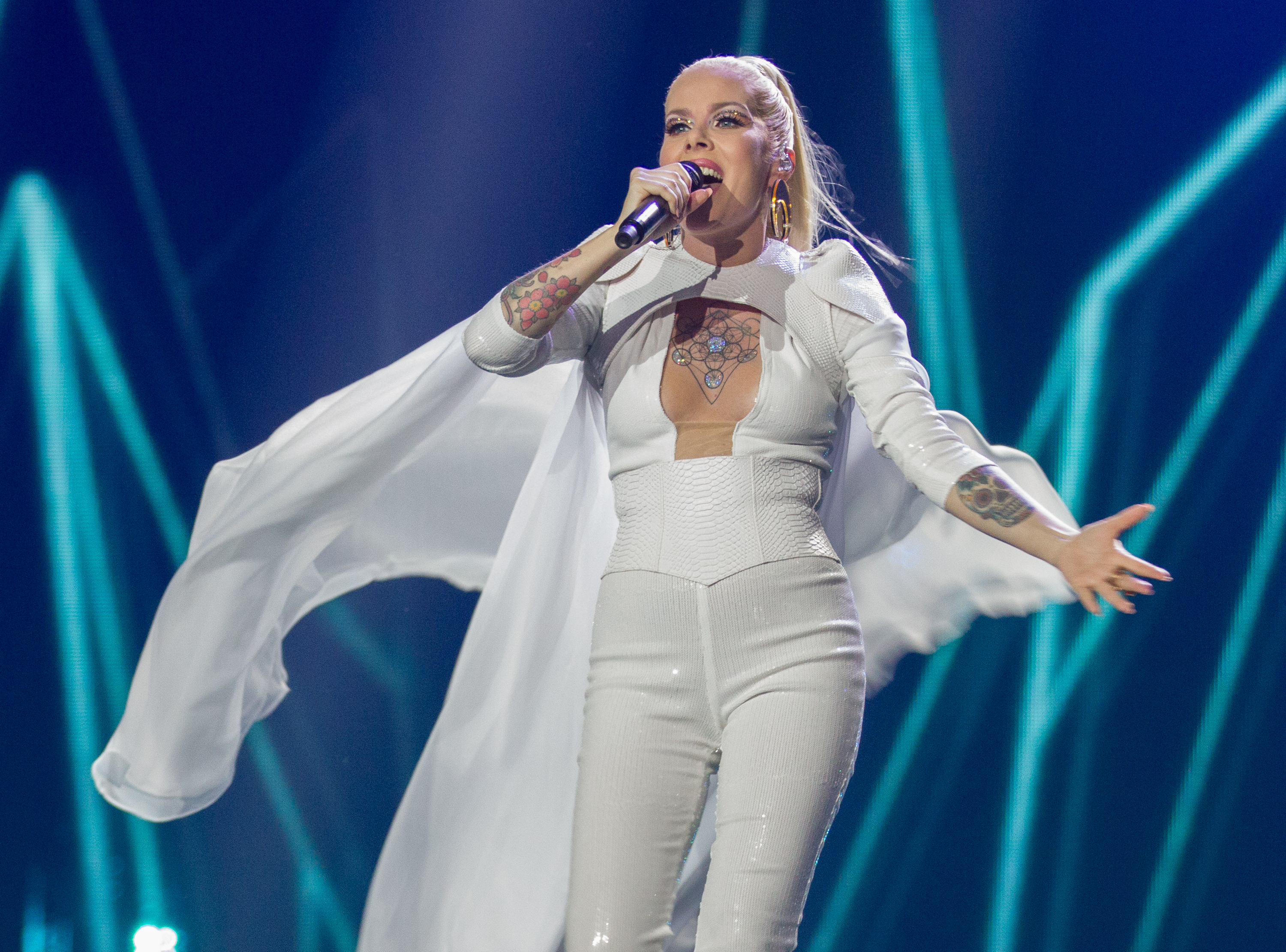
Svala Kijevben (2017)
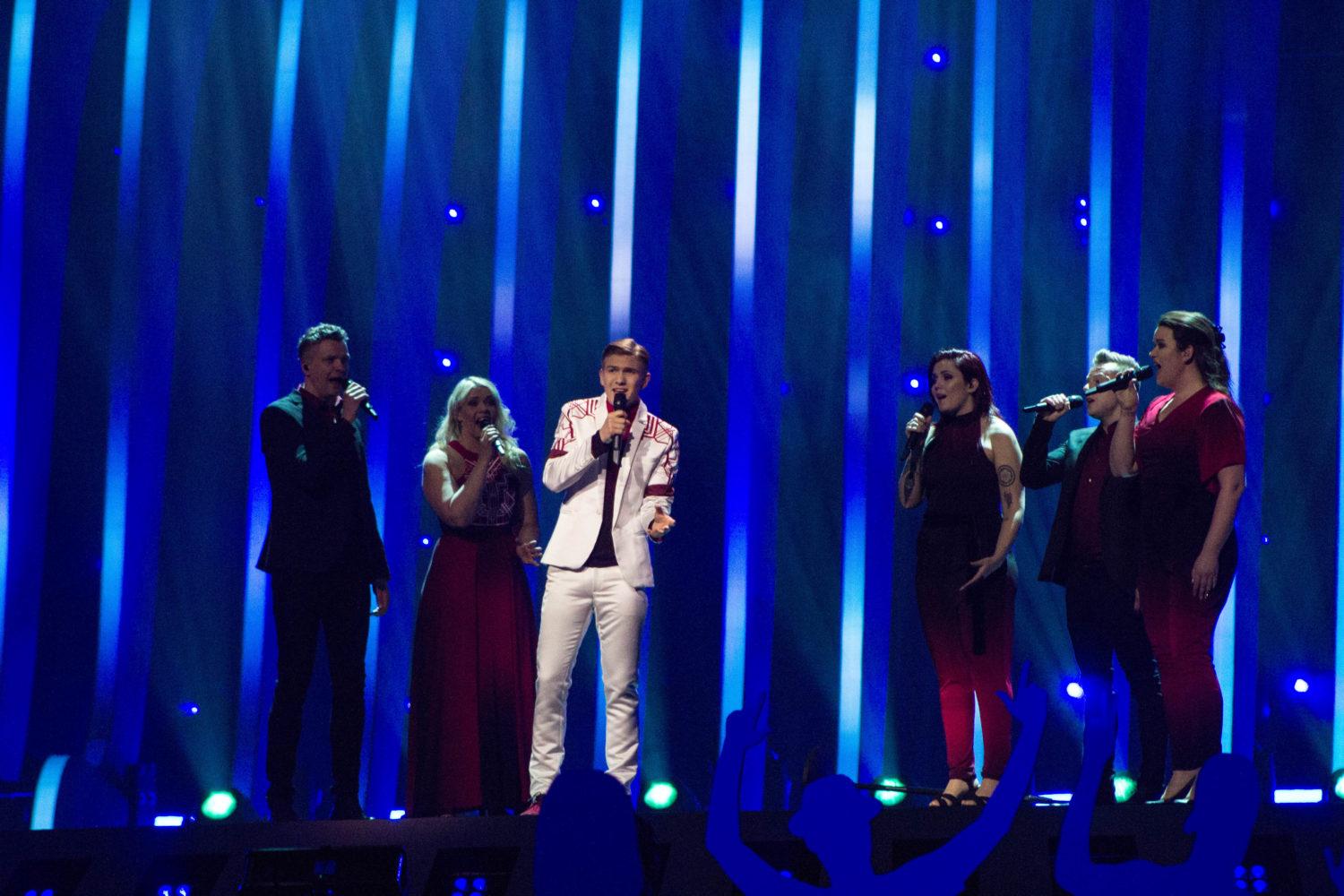
Ari Ólafsson Lisszabonban (2018)
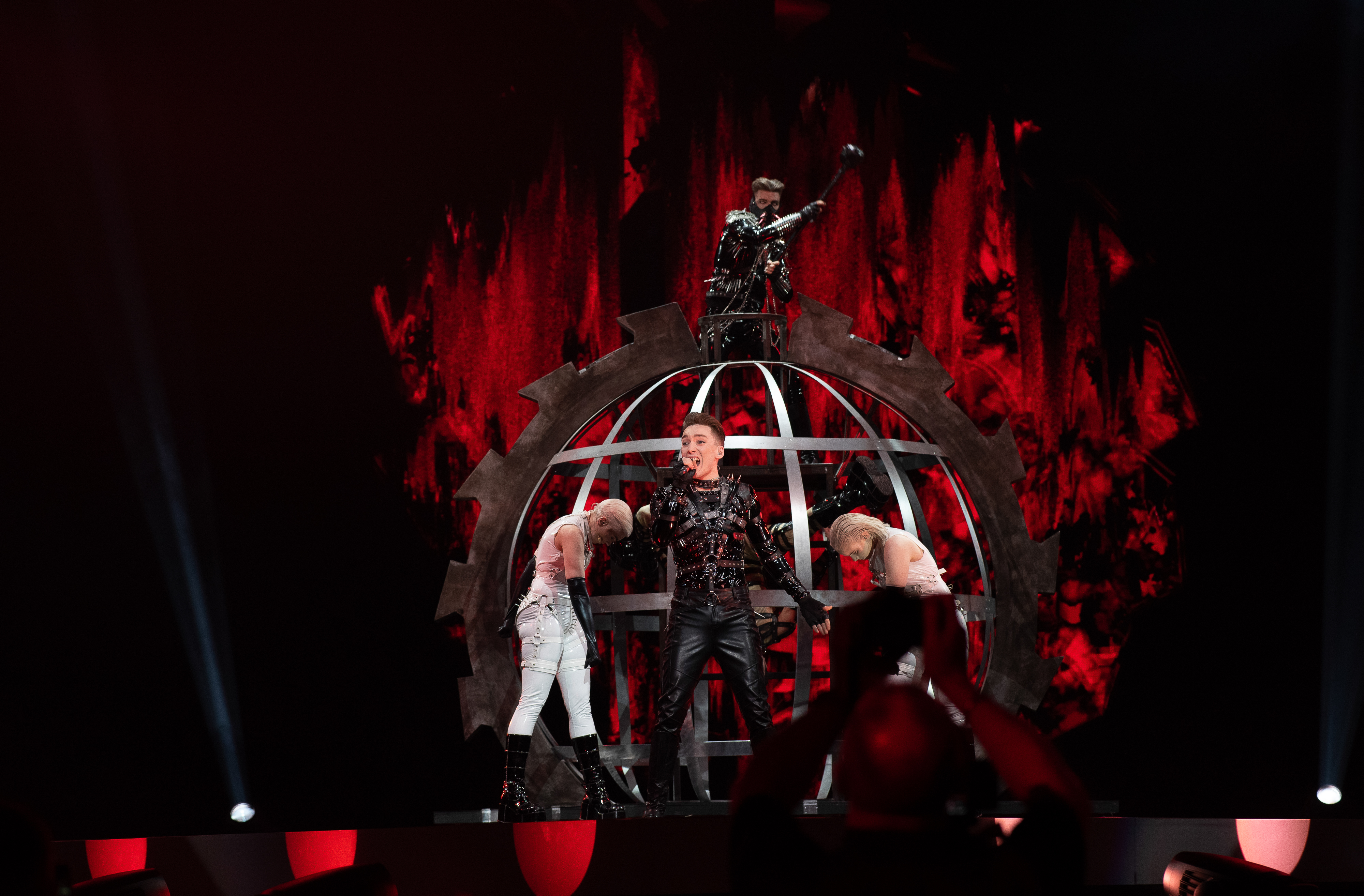
A Hatari Tel-Avivban (2019)
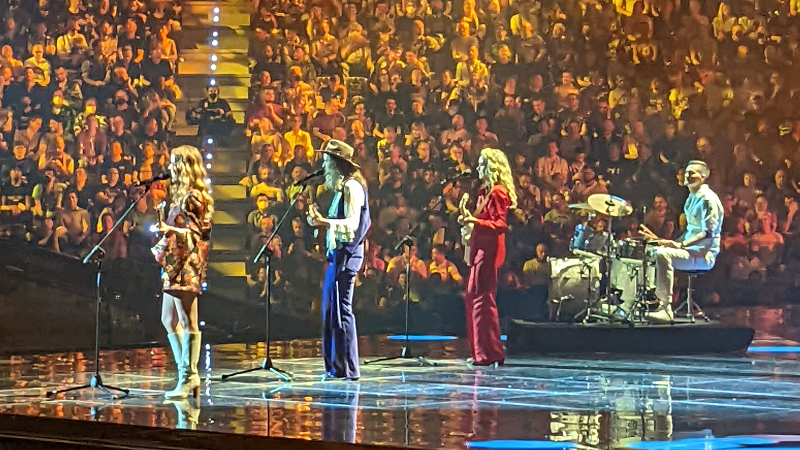
A Systur Torinóban (2022)
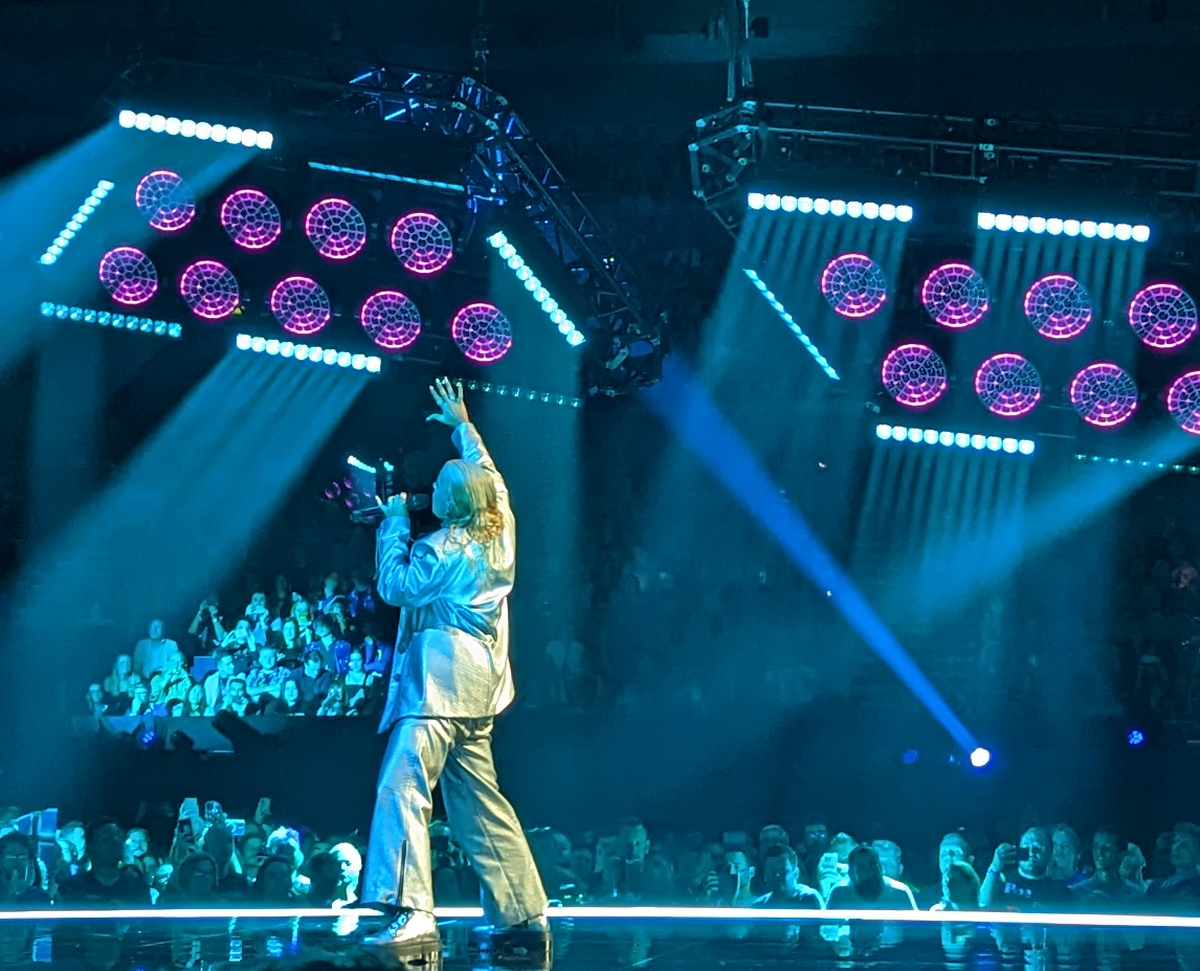
Diljá Liverpoolban (2023)
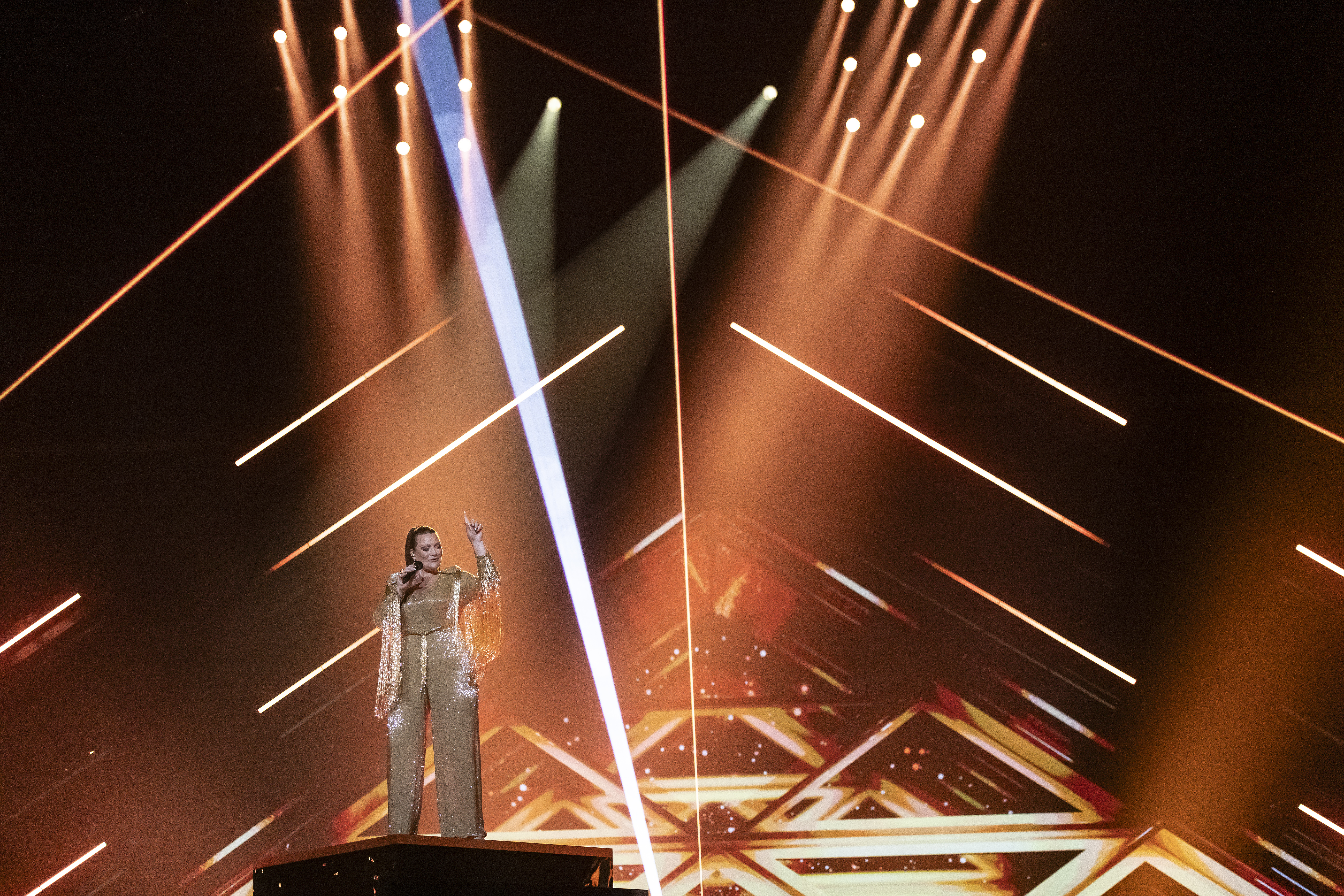
Hera Björk Malmőben (2024)
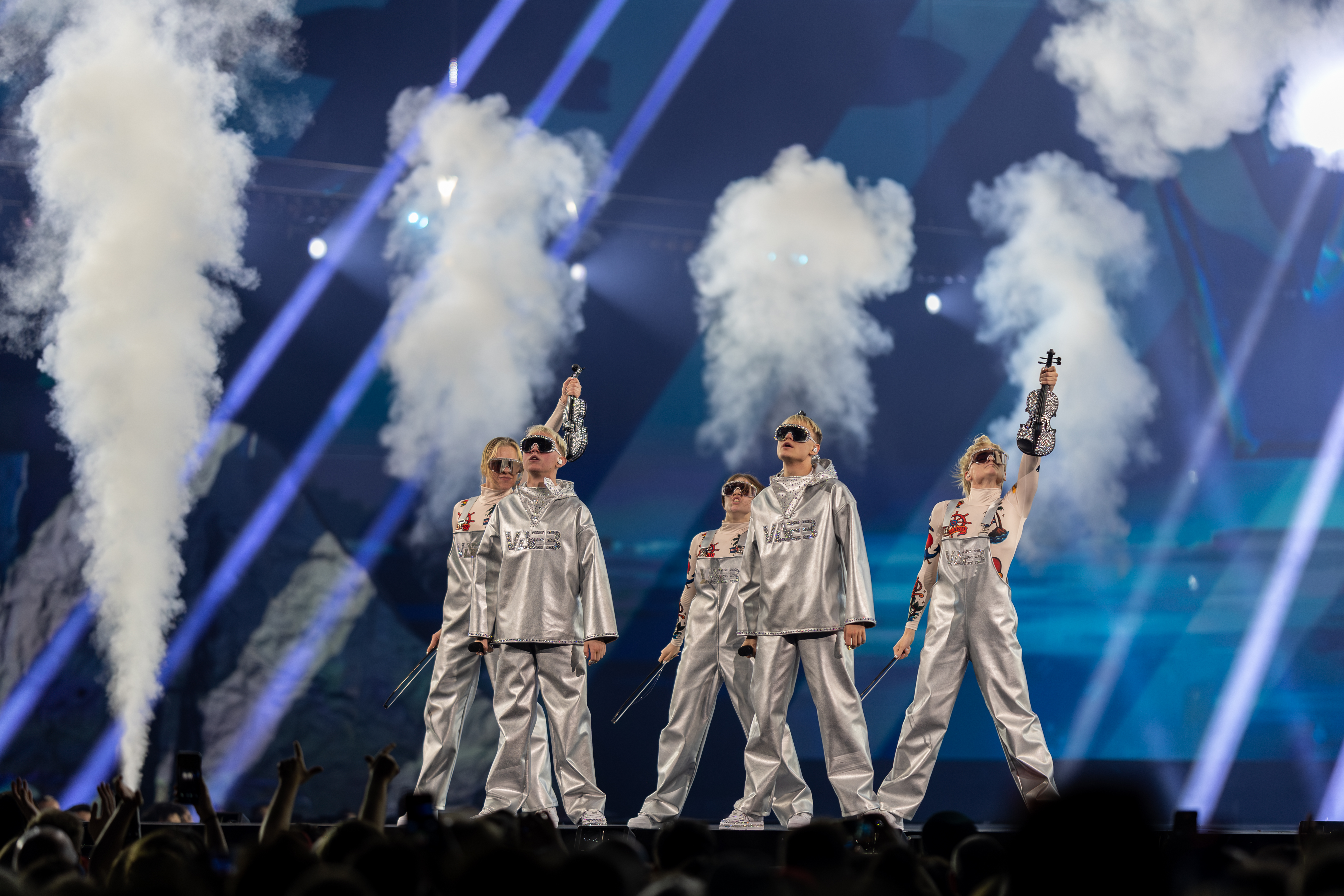
A Væb Bázelben (2025)